# Microcaecilia supernumeraria
Espèce
Statut de conservation UICN

 DD  : Données insuffisantes
Microcaecilia supernumeraria est une espèce de gymnophiones de la famille des Siphonopidae.

## Répartition
La répartition de cette espèce n'est connue que par sa localité type : l'État de São Paulo au Brésil sans précision de localité.

## Publication originale
- Taylor, 1969 : A new caecilian from Brasil. University of Kansas Science Bulletin, vol. 48, no 11, p. 307-313 (texte intégral).